# Копчани (округ Скалиця)
Копчани (словац. Kopčany) — село, громада округу Скаліца, Трнавський край. Кадастрова площа громади — 21.81 км².
Населення 2581 особа (станом на 31 грудня 2020 року). Поруч протікає Унінський потік.

## Історія
Копчани згадуються 1392 року.

## Населення
| Рік:            | 1994. | 2004.   | 2014.   | 2024.   |
| --------------- | ----- | ------- | ------- | ------- |
| Кількість осіб: | 2422  | 2584    | 2580    | 2553    |
| Різниця:        |       | +6,68 % | -0,15 % | -1,04 % |

| Рік:            | 2023. | 2024.   |
| --------------- | ----- | ------- |
| Кількість осіб: | 2567  | 2553    |
| Різниця:        |       | -0,54 % |